# Rauschpfeife
Rauschpfeife – orgonaregiszter; avagy „Rauschquint”; német nyelven. Magyar nyelven „Zúgósíp” vagy „Zúgókvint” néven ismert. Tartalmaz aliquot „Gemshorn” és „Nachthorn” sorokat. A pedálmű tipikus kevert regisztere, amely kettő-, három-, vagy négy sorral épül. Ha két soros, akkor a 2 2/3’ + 2’ sorokat tartalmazza; ha háromsoros, akkor a 4’ + 2 2/3’ + 2’ sorokat tartalmazza; valamint ha négysoros, akkor az 5 1/3’ + 4’ + 2 2/3’ + 2’ sorokat tartalmazza. Anyaga lágy ón vagy horgany; jellege kizárólag nyitott; alakja hengeres, bő méretű olasz principálokból; hangja zúgó, töltő.